# Concilio de Maguncia
Concilio de Maguncia año 847. Hacia principios de octubre del año 847 Rabano Mauro, Arzobispo de Maguncia, juntó un Concilio por orden de Luis el Germánico,  para trabajar en la reforma de la disciplina de la Iglesia, y hallar medios que impidiesen la usurpación de los bienes Eclesiásticos. Asistieron a él 12 Obispos Sufragáneos de Maguncia , varios Corepíscopos, Abades , Sacerdotes y otros Clérigos. Para atraer sobre sí la gracia de Dios ayunaron tres días e hicieron procesiones; y después de haber acordado que en cada Diócesis se dijeren por el Rey, la Reina y sus hijos, tres mil y quinientas Misas, mil y setecientos Salterios, se congregaron en el Monasterio de San Albano antes de Maguncia, paraje destinado para los Concilios. La variedad de materias sobre que habían de tratar, les movió a dividirse en dos salas, una de los Obispos, dedicados con sus Secretarios a leer la Sagrada Escritura', los Cánones y los Escritos de los Padres ; y otras de los Abades con Monjes escogidos que seguían la Regla de San Benito, y examinaban de qué modo se podría restablecer su observancia. Estas conferencias produjeron los 31 Cánones siguientes.